# Svartbröstad glada
Svartbröstad glada (Hamirostra melanosternon) är en fågel i familjen hökar inom ordningen hökfåglar.

## Utseende och levnadssätt
Svartbröstad glada är en stor och mörk rovfågel. I flykten syns stora ljusa vingpaneler och att stjärten är mycket kort och stubbad. Under kretsflykten håller den vingarna resta i ett grunt V. Arten hittas vanligen i inlandsöknar, men kan tillfälligtvis vandra närmare kusten.

## Utbredning och systematik
Svartbröstad glada förekommer på slätter i norra och inre Australien. Den placeras som ensam art i släktet Hamirostra och behandlas som monotypisk, det vill säga att den inte delas in i några underarter.

## Status
Arten har ett stort utbredningsområde, men den tros minska i antal, dock inte tillräckligt kraftigt för att anses vara hotad. Internationella naturvårdsunionen IUCN kategoriserar arten som livskraftig.

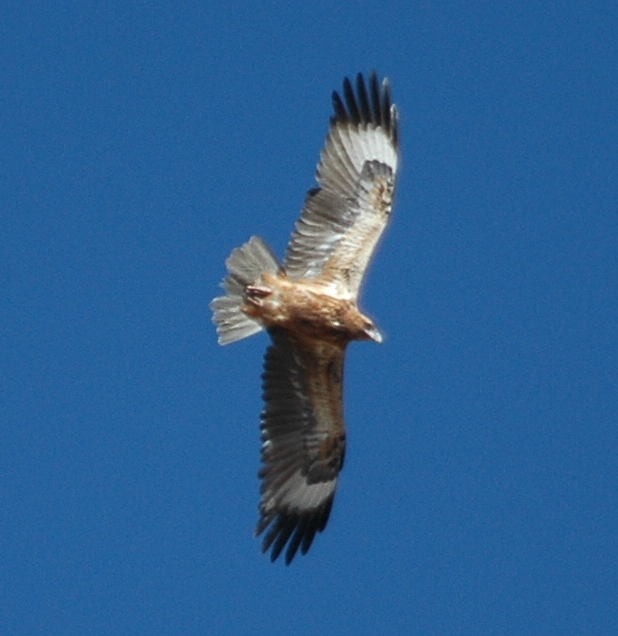